# Tetrafluorek tlenek ksenonu
Tetrafluorek tlenek ksenonu (nazwa Stocka: tetrafluorek tlenek ksenonu(VI)), XeOF4 – nieorganiczny związek chemiczny ksenonu z fluorem i tlenem. Jest silnym utleniaczem. Hydrolizuje z wytworzeniem fluorowodoru.

## Otrzymywanie
Tetrafluorek tlenek ksenonu został otrzymany po raz pierwszy w 1963 roku – skroplony w rurze kwarcowej XeF6 po podgrzaniu do 50 °C reagował z SiO2. Po odparowaniu utworzonego SiF4, mieszanina zawierała XeOF4 w postaci bezbarwnej cieczy oraz białe kryształy, przypuszczalnie XeO3. XeOF4 został również otrzymany w wyniku częściowej hydrolizy XeF6 pod ciśnieniem 10−4 mmHg i usunięciu lotnych zanieczyszczeń.

## Właściwości
XeOF4 reaguje z H2O dwuetapowo:
XeOF4 + H2O → XeO2F2 + 2HF
XeO2F2 + H2O → XeO3 + 2HF
XeO3 jest niebezpieczną substancją, rozkładającą się wybuchowo do ksenonu i tlenu:
2XeO3 → 2Xe + 3O2